# Cryphia gigantea
Cryphia gigantea är en fjärilsart som beskrevs av Charles Boursin 1960. Cryphia gigantea ingår i släktet Cryphia och familjen nattflyn. Inga underarter finns listade i Catalogue of Life.